# Tři oříšky pro Popelku
Tři oříšky pro Popelku (německy Drei Haselnüsse für Aschenbrödel) je československo-německá filmová pohádka z roku 1973 režiséra Václava Vorlíčka. Scénář napsal podle předlohy Boženy Němcové František Pavlíček, v titulcích je však uvedena Bohumila Zelenková, která jej zaštítila, protože Pavlíčkovi komunisté zakázali činnost v kultuře. Hudbu složil Karel Svoboda, hlavní píseň Kdepak ty ptáčku hnízdo máš zpíval Karel Gott a text napsal Jiří Štaidl. V hlavních rolích se představili Libuše Šafránková jako Popelka a jako princ Pavel Trávníček, kterého daboval Petr Svojtka. Natáčelo se na Klatovsku, v lesích kolem Javorné u Čachrova, u vodního hradu Švihov, v barrandovském studiu a ve východním Německu (ve Studiu Babelsberg a u zámku Moritzburg).
Odehrává se podle klasického schématu pohádky o Popelce, která doma musí snášet ústrky macechy a nevlastní sestry, v kouzelných oříšcích dostane plesové šaty, ve kterých na plese okouzlí prince. Při útěku ztratí střevíček, který princ zkouší všem dívkám v okolí, ale jen Popelce padne jako ulitý. Nakonec Popelku ze statku odvede. Oproti ostatním filmovým zpracováním Popelky jsou v této verzi hlavní hrdinové obohaceni o nové vlastnosti: Popelka je v podání Libuše Šafránkové živější – ovládá jízdu na koni, střílí z kuše jako obratný lovec. Princ Pavel Trávníček představuje svéhlavého mladíka, oddávajícího se raději lovu a zábavě s kamarády, nežli pilování dvorní etikety a přípravám na ples, při němž si má najít nevěstu.
Film je oblíbený v České republice, ale i v Německu, Norsku a dalších zemích. Na zámku Moritzburg se od roku 2009 každoročně koná výstava o filmu.

## Děj
Popelce v útlém dětství zemřela maminka a její otec, bohatý statkář se rozhodl znovu oženit, aby děvče nevyrůstalo samo. Macecha si přivedla dceru Doru, která byla podobně stará jako Popelka. Tatínek měl Popelku rád, trávil s ní spoustu času, naučil ji jezdit na koni, střílet z kuše a další dovednosti, které by se spíš hodily pro chlapce. Po statkářově smrti majetek zdědila jeho druhá žena. Společně s dcerou tyranizují čeledíny, Popelce se vysmívají a vymýšlejí pro ni ty nejpodřadnější práce. Popelka vše s pokorou snáší a věří, že se jednou vše obrátí v dobré. Volný čas tráví s oblíbenými zvířaty, která jí její lásku oplácejí. Před třemi lety dostala od tatínka bílého koně Juráška, na statku jí dělá společnost pes Tajtrlík. Její poklady, které si schovává v malém špejchárku v lese, střeží sova Rozárka.
Jedné zimy panuje na statku čilý ruch, očekává se návštěva královské rodiny, která míří na svůj nedaleký zámek. Nervozní statkářka kontroluje stav prací a čeledíny, z Popelky však vyzařuje klid. Pomocník v kuchyni rozbije mísu, statkářka jej chce potrestat karabáčem, ale Popelka vezme vinu na sebe. Macecha jí za trest přikáže přebrat hrách s popelem. S přebíráním luštěnin dívce pomohou holubi, které pustila do místnosti. Před příjezdem královské družiny si Popelka přes zákaz macechy vyjede na Juráškovi na výlet do lesa do starého špejchárku za sovou Rozárkou. Na statek dorazí královská družina, ale princ chybí. Statkářka je zklamaná z princovy nepřítomnosti a vyprosí si, aby ji s dcerou král pozval na velkolepý ples do zámku, kam panovník plánuje sezvat nezadané dívky, neboť chce syna oženit.
Princ se svými pobočníky utekl na lov do zasněženého lesa. Popelka mladíky spatří a rozhodne se je sledovat. Princ míří kuší na laň, Popelka mu do obličeje hodí sněhovou kouli, aby mu střelu překazila. Princ s družinou začnou dívku pronásledovat. Ta jim utíká mezi závějemi, schovává se pod skalním převisem a mezi stromy. Urození mladíci využijí početní převahy, rozdělí se a Popelku obklíčí. Utahují si z ní, že je malá holka, neopeřené kuře, cácorka a vyhrožují jí trestem, na což jim Popelka drze odpovídá. Dívce se podaří utéct, nasedne na princova nezkrotného grošáka a ujede jim. Přesedlá na Juráška a grošáka pošle zpět. Urozené mladíky zatím pronásleduje preceptor, který je má podle králova příkazu dovést zpět. Král cestou na zámek syna kárá a vyhrožuje mu svatbou. Statkářka pošle podkoního Vincka do města s povozem nakoupit látky, ten cestou uvidí Popelku, která na příkaz macechy v potoce pere prádlo, a ptá se, co jí má dovézt. Ona skromně řekne, aby jí přivezl „to, co mu cestou cvrkne do nosu“.

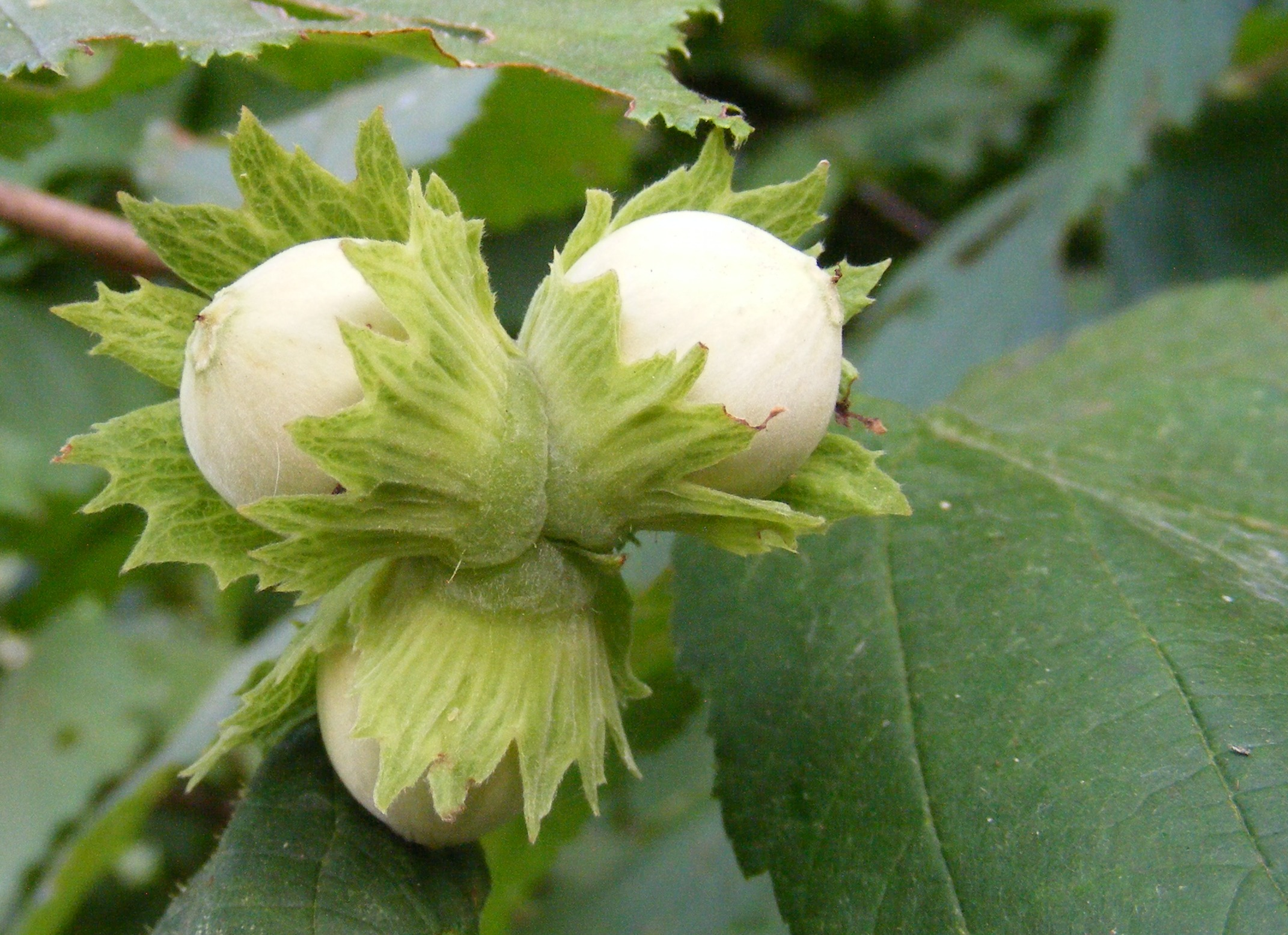
Tři lískové oříšky

Celý zámek se připravuje na ples. Princ s přáteli raději uteče do lesa, kde uslyší cinkající rolničky z projíždějícího povozu dřímajícího Vincka. Sestřelí opuštěné ptačí hnízdo tak, aby spadlo podkonímu přímo na hlavu. Ten se probudí, ve hnízdě najde tři lískové oříšky a vzpomene si na slib Popelce. Ta se z dárku raduje a uschová jej mezi své poklady k sově Rozárce, které se svěří, že by se ráda podívala za princem, ale schází jí vhodné oblečení. Jeden z oříšků upadne na zem, nakřápne se a po rozlousknutí z něj vypadne lovecký komplet s kamizolou a klobouk s pérem. Popelka se převlékne a vyrazí na projížďku do lesa, kde probíhá královský hon. Princ skolí lišku a k získání titulu krále lovu a krásného prstenu z královské pokladnice musí zastřelit ještě dravého ptáka. Jeden takový krouží nad lesem. První dvě rány vystřelí princovi souputníci, ale netrefí. Princ se své šance vzdá, neboť se domnívá, že pták je příliš vysoko. Popelka však dravce sestřelí, ten padne k mladíkovým nohám. Princ Popelku nepozná a navlékne jí vyhraný prsten. Popelka potvrdí své střelecké umění a sestřelí šišku z vrcholu stromu se slovy „to u nás dokáže malá holka“, načež uteče a převlékne se. Princ domnělého myslivce pronásleduje, ale narazí jen na umouněnou Popelku.

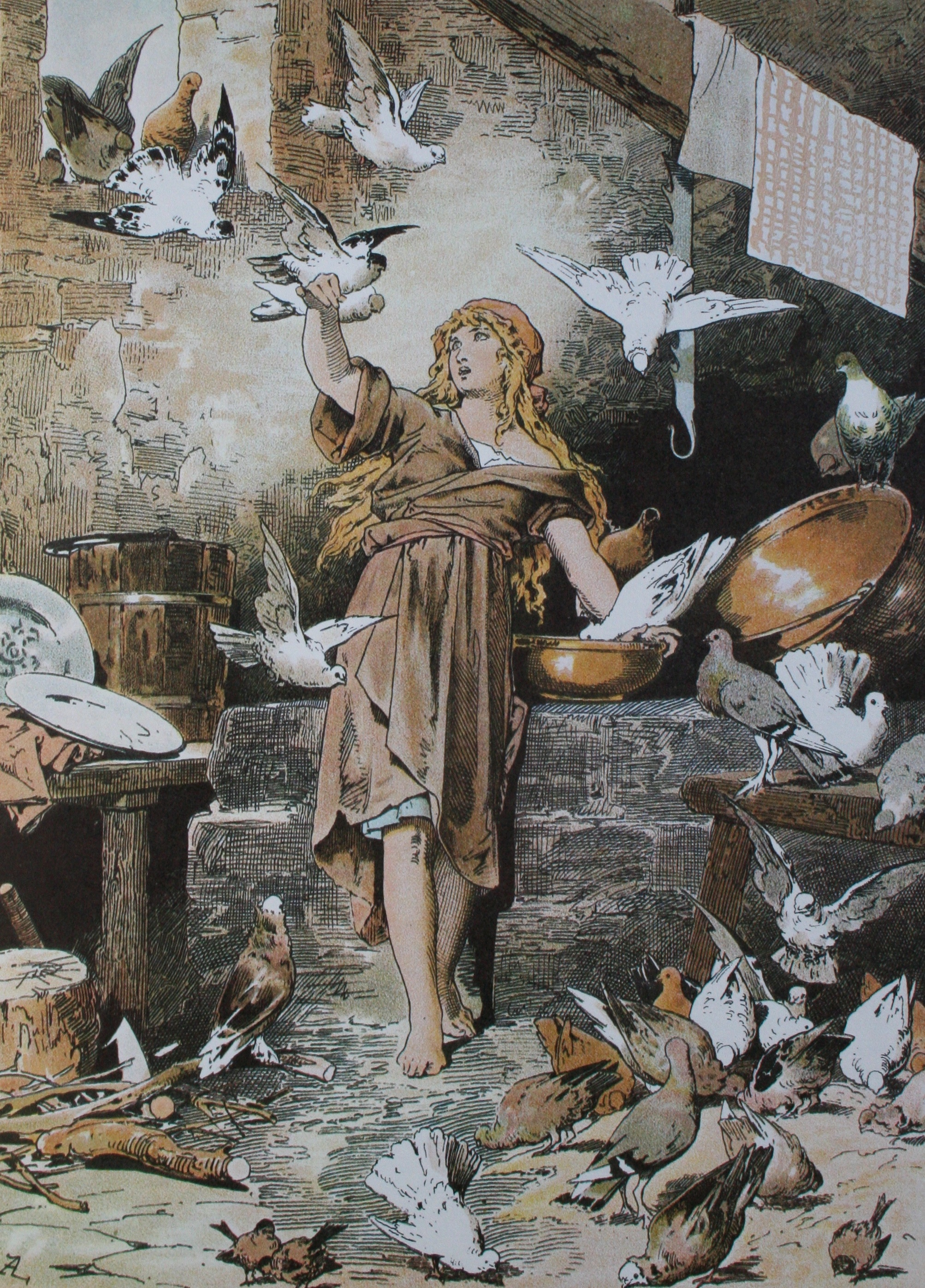
Holoubci přilétají Popelce na pomoc, Alexander Zick

Popelka obsluhuje macechu s nevlastní sestrou, které se chystají na královský ples. Dívka prosí, zda by mohla jet s nimi a podívat se do zámku alespoň oknem. Obě ženy se jí vysmějí a statkářka jí opět zaúkoluje tříděním čočky a kukuřice. S nesmyslným trestem pomohou holoubci a Popelka si jde postěžovat Rozárce, že jí maminka slibovala šaty růžové jako červánky se závojem. Na Rozárčinu radu dívka hodí druhým oříškem, z něhož vyklouznou krásné plesové šaty. Dole na ni čeká již osedlaný Jurášek. Při zahájení plesu preceptor královské rodině představuje vdavekchtivé dívky a jejich matky. Princovi se do ženění ani tance příliš nechce. Na otcovu výzvu si poslepu vybere tanečnici – Popelčinu nevlastní sestru Doru, kterou však předběhne rázná dcera paní z Outlova, Droběna. Ta s následníkem trůnu tančí velmi svérázně. Popelka přijela k zámku na Juráškovi a oknem zahlédne prince, jak zrovna tančí s Dorou. To dívku zamrzí a váhá, zda má na ples vůbec jít.
Princ je stále v jednom kole, ale dívku svého srdce mezi účastnicemi ne a ne najít. Pohádá se s otcem a rozhodne se odejít se slovy, že „to bude raději kácet stromy“. Zrovna ve chvíli, kdy princ odchází, do sálu vkročí Popelka, která se závojem chrání před poznáním. Vyčiní princi, že ji dosud nepřivítal, ale nechce mu stát v cestě, když právě odchází. Princ se zahanbeně omlouvá, Popelka jej okouzlila. Vyzve ji k tanci, snaží se odhalit identitu tajemné krásky a oznámí jí, že si ji vezme. Popelka troufale odvětí, že se nezeptal, zda by ho vůbec chtěla a dá mu hádanku: „poprvé: Tváře umouněné od popela, ale kominík to není. Podruhé: klobouk s peřím, luk a kamizola, ale myslivec to není. A potřetí: šaty s vlečkou, stříbrem vyšívané, ale princezna to není, jasný pane.“ Princ si neví rady, Popelka se s ním proto rozloučí a prchne z tanečního sálu. Na schodech ztratí střevíček, který najde princ, který dívku se svými pobočníky pronásleduje až ke statku. Princova družina buší na vrata a když nikdo neotvírá, vlomí se dovnitř. Služebnictvu řekne, že hledá princeznu, která před chvílí přijela. Poddaní se mu vysmějí, protože žádná princezna na statku přece nežije. Princ trvá na svém a chce vidět všechny ženy a dívky a vyzkoušet jim nalezený střevíc. Prohlásí, že jeho ženou se stane ta, které střevíc padne. Střevíček je ale všem malý.
Vincka napadne přivést Popelku, která na dvoře chybí. Celé osazenstvo statku dívku hledá, ale najdou jen slavnostně osedlaného Juráška. Na statek přijede statkářka na saních, vypátrá Popelku, spoutá ji a sebere její šaty, do kterých se obleče Dora. Na dvoře nasednou do saní, princ chce vyzkoušet dívce v růžových šatech střevíc. To statkářka odmítne, vytrhne mu střevíček z ruky a rychle odjíždí. Urozený mladík je sleduje, sáně spadnou do rybníka, on se oběma ženám snaží pomoci dostat se ven. V Popelčiných šatech však pozná Doru a uhání zpátky na statek. Popelka se sama osvobodí a odejde k Rozárce, na zem hodí poslední oříšek, ze kterého se vyloupnou svatební šaty. Princ se za svítání vrací k usedlosti, kam přijíždí i Popelka na Juráškovi. Princ děvčeti nasadí střevíc, který jí padne jako ulitý. Chasa mu pomůže rozluštit Popelčinu hádanku. Zamilovaná dvojice opustí zdi statku a ujíždí zasněženými pláněmi pryč.

## Scénář a příprava natáčení
Scénář napsal František Pavlíček, jako autorka je uvedena Bohumila Zelenková, která kryla pravého scenáristu Františka Pavlíčka, kterému v té době komunisté nedovolili pracovat. Scénář vznikl podle námětu pohádky Boženy Němcové, O Popelce, avšak scenárista se původní předlohy příliš nedržel. Pohádka české spisovatelky je spíše hororově laděná a Popelka je zde ztvárněna tradičně – jako trpící, unylá a špinavá. Naopak v Třech oříšcích pro Popelku se z ní stala energická a vzpurná dívka, která prince dokonce provokuje.

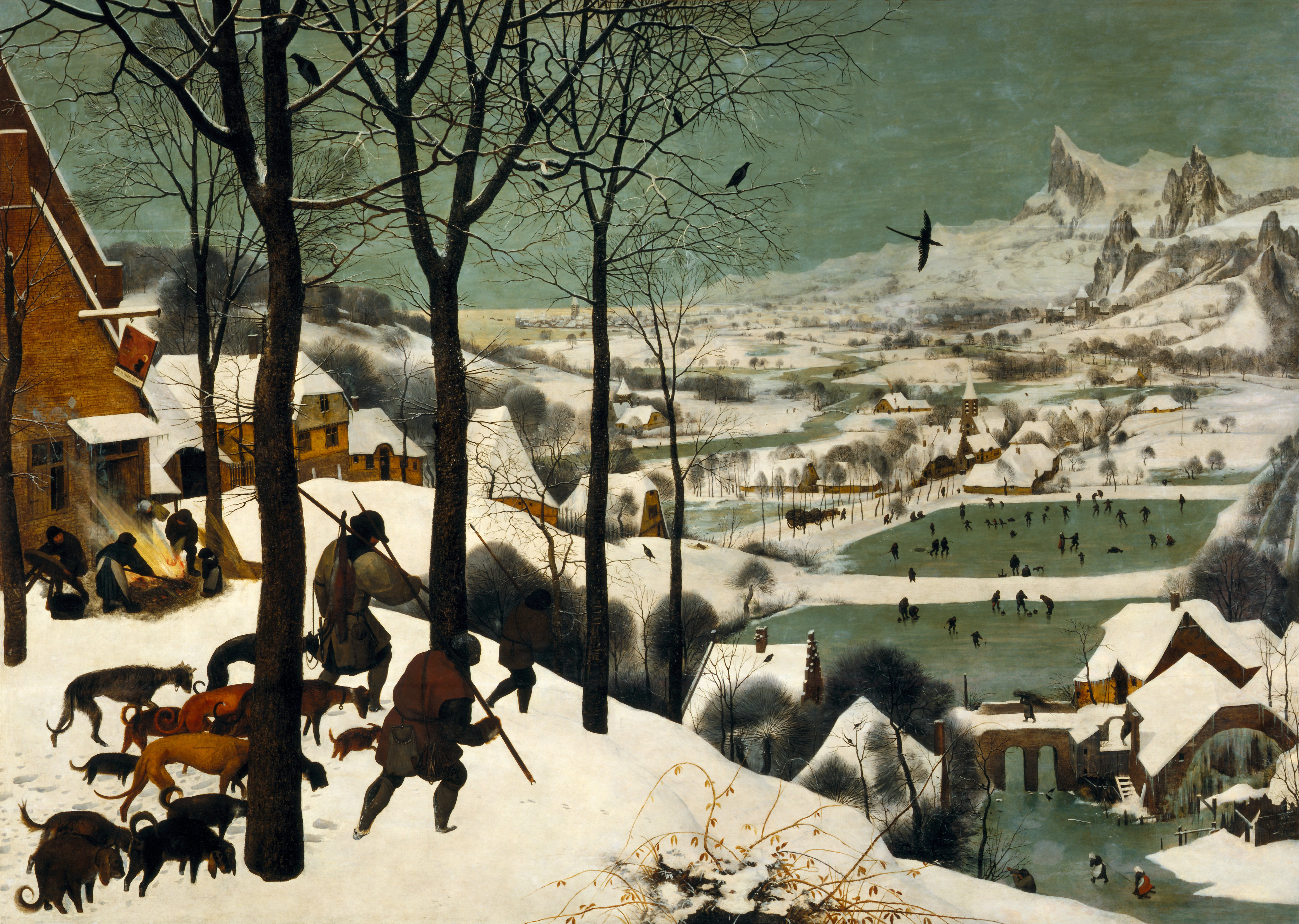
Lovci ve sněhu (Zima) Pietera Brueghela

První nabídku se scénářem dostal Jiří Menzel, který získal i patřičná povolení, ale tehdejší ústřední dramaturg Filmového studia Barrandov Ludvík Toman nesouhlasil a scénář zadal v létě 1972 Václavu Vorlíčkovi, který byl považován za méně problematického. Ke změně režiséra došlo také proto, že Jiří Menzel nechtěl přistoupit na koprodukci s DEFA. Vorlíček si pro pohádku vymyslel bohatou výpravu, chtěl film zasadit do období renesance. Proto na spolupráci s DEFA kývl, čímž získal na natáčení více finančních prostředků.
Tři oříšky pro Popelku se měly původně natáčet v létě, děj se odehrával mezi sytě zelenými stromy a zurčícími potůčky. V říjnu 1972 však do Prahy přijeli zástupci DEFA s návrhem, že mají na prosinec a leden volných 800 lidí. Vorlíček na nabídku kývl, avšak odmítl variantu, aby se exteriéry natočily až v létě, protože by se do té doby mohlo něco stát. Rozhodl se proto pohádku zasadit do jiného ročního období, než bylo plánováno. Přitom si představoval obraz vlámského malíře Pietera Brueghela, Zima. Zimě se musel přizpůsobit scénář i vtípky. Do dokončeného scénáře byla také přidána postava preceptora. Právě zimní prostředí a hudba Karla Svobody se zvonečky dodaly filmu vánoční atmosféru.

## Obsazení

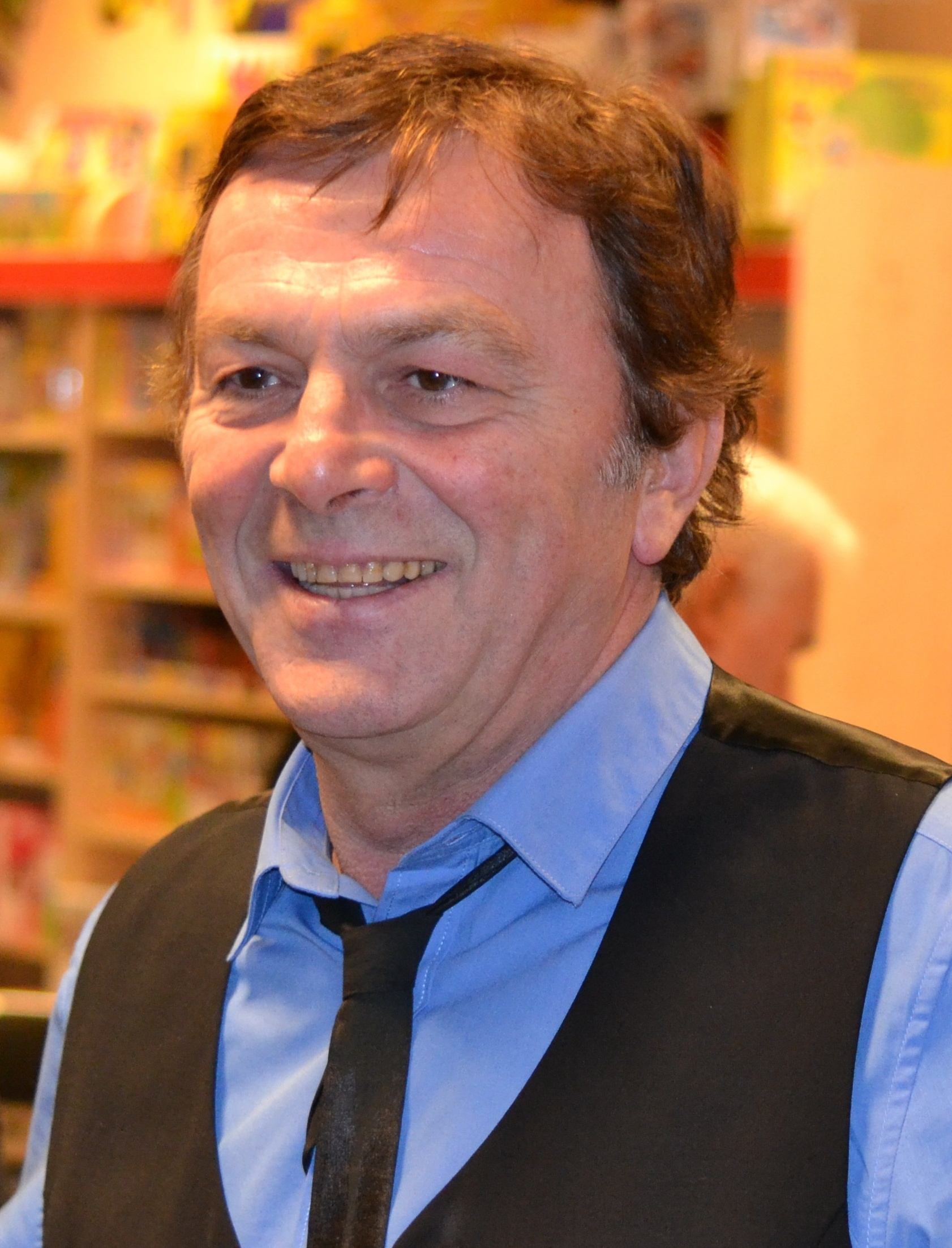
Představitel prince Pavel Trávníček (2013)

Na obsazení obou hlavních rolí probíhaly po Československu rozsáhlé konkurzy. Původně měla Popelku hrát blondýnka Jana Preissová, která však roli kvůli svému těhotenství nedostala. Pak si někdo ze štábu vzpomněl na Libuši Šafránkovou, která ve filmu Babička hraje Barunku. Šafránková na roli ihned kývla, pouze ve zpěvu ji v pohádce zastoupila Jitka Molavcová. Z dětství uměla dobře jezdit na koni, proto nepotřebovala jezdecký výcvik. Pouze ve scéně, kdy Popelka skáče v lese přes pokácený strom, měla záskok.
Herec pro roli prince byl vybírán na kamerových zkouškách, uvažovalo se i o Janu Hrušínském či Jaroslavu Drbohlavovi, ten však nakonec hrál Vítka. Nakonec režisér vybral čerstvého absolventa pražské konzervatoře Pavla Trávníčka, který se kamerových zkoušek účastnil poprvé v kariéře. Režisér Vorlíček jej také znal z absolventského filmu na FAMU, kde Trávníček hrál vojáka v prezenční službě ve filmu Jaroslava Soukupa. Roli namluvil Petr Svojtka, protože podle režiséra Vorlíčka měl Trávníček silný moravský přízvuk, ten to však popírá.
Představitelka Dory, Dana Hlaváčová, byla v době natáčení těhotná, její šaty byly proto volnější a scénu, kdy s macechou padá do jezera, točili kaskadéři. Hlaváčová si stejnou roli Popelčiny sestry zahrála v pohádce Popelka z roku 1969. Vorlíček se do filmu snažil dostat trochu laskavého a přátelského humoru, ale chtěl aby zůstal pouze jako koření a ne základní surovinou. Proto pro některé vedlejší úlohy vybíral komické typy herců. Podkoního Vincka ztvárnil Vladimír Menšík, preceptora Jan Libíček a vdavekchtivou urozenou slečnu Droběnu z Outlova Helena Růžičková. Ta se v němčině jmenovala Kleinröschen (malá růžička). Jejího komediálního talentu Vorlíček využil ve scéně, kdy Droběna nadzvedne prince nad parket a tančí s ním jak s pytlem brambor. Trávníček o tomto úmyslu nevěděl dopředu, takže jeho zoufalý výraz není hraný, ale autentický.
Podle koprodukční smlouvy s DEFA byli do filmu obsazeni i němečtí herci. Roli krále si zahrál Rolf Hoppe, v té době často obsazovaný herec zejména do negativních rolí Vorlíčka zaujal svýma modrýma očima. Karin Leschovou si na pokyn DEFA vybral sám Hoppe. Vorlíček říká, že si ji vybral podle fotky v castingovém archivu, do té doby nic většího nehrála. Dabéry do češtiny i do němčiny vybírali především pomocní režiséři z obou stran. Komparz na plese čítal přibližně sto tanečníků. Tvořili jej převážně tanečníci z východoněmeckého televizního baletu DDR-Fernsehballett.
Popelka i princ měli více koní, protože ti se v té době nemohli převážet přes hranice kvůli slintavce a kulhavce, které se v té době v Československu vyskytovaly. Jurášci (v němčině Nikolaus) byli tři – dva čeští a jeden německý, který se jmenoval Bonek. Lze je odlišit podle srsti, kůň ve stáji a u zámku má zimní srst. Sestřelený dravec byl skutečný, od podzimu jej měl zmrazeného šumavský hajný. Pták byl před natáčením rozmrazen, aby byl vláčný. Při filmování jej ze vzduchu shazoval sám režisér Vorlíček. Sova byla zapůjčena z berlínské zoo, Vorlíček do ní musel šťouchat špejlí, aby mrkala.

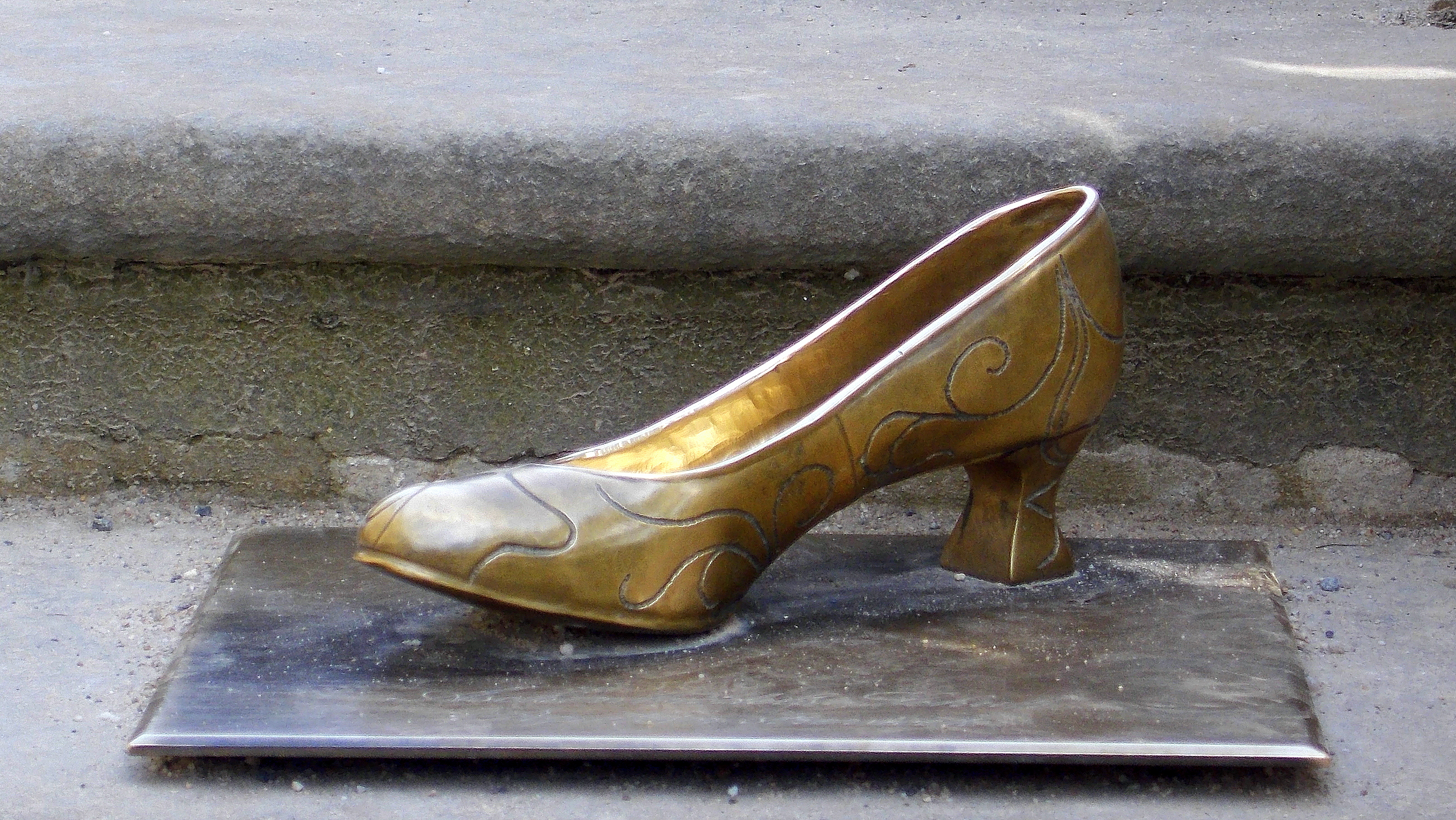
Maketa Popelčina střevíčku ze zámku Moritzburg

| Role               | Představitel        | Dabing do češtiny | Dabing do němčiny     |
| ------------------ | ------------------- | ----------------- | --------------------- |
| Popelka            | Libuše Šafránková   |                   | Dorothea Meissnerová  |
| Princ              | Pavel Trávníček     | Petr Svojtka      | Peter Reusse          |
| Macecha            | Carola Braunbocková | Jaroslava Adamová |                       |
| Král               | Rolf Hoppe          | Otto Šimánek      |                       |
| Královna           | Karin Leschová      | Květa Fialová     |                       |
| Dora               | Dana Hlaváčová      |                   | Illelore Kuhnertová   |
| Preceptor          | Jan Libíček         |                   | Ivan Malré            |
| Podkoní Vincek     | Vladimír Menšík     |                   | Kurt Böwe             |
| Lovčí              | Miloš Vavruška      |                   | Joachim Pape          |
| Kamil              | Vítězslav Jandák    |                   | Joachim Siebenschuh   |
| Vítek              | Jaroslav Drbohlav   |                   | Gerd Blahuschek       |
| Droběna z Outlova  | Helena Růžičková    |                   |                       |
| Hospodyně          | Míla Myslíková      |                   | Waltraut Krammová     |
| Pomocník v kuchyni | Jiří Růžička        |                   | Carmen-Maja Antoniová |
| Šafář na statku    | Jan Šust            |                   |                       |
| Služba Barborka    | Ilona Jirotková     |                   |                       |
| Královský šašek    | Jiří Krytinář       |                   |                       |
| Čeledín s pečení   | Miroslav Krejča     |                   |                       |
| Čeledín s pochodní | Vladimír Navrátil   |                   |                       |
| Děvečka s dížemi   | Mirka Cingaislová   |                   |                       |
| Dívka s kuřaty     | Danuše Mikulová     |                   |                       |

## Kostýmy
Kostýmy vytvořila výtvarná dílna Theodora Pištěka, za německou stranu se o kostýmní výpravu staral Günter Schmidt. Vyrobilo se 80 originálních kostýmů. Pro nedostatek kvalitních materiálů je velká část vyrobena z krimplenu. Kostýmy byly původně navrženy na letní natáčení, takže v nich herci v zimě mrzli. Popelčin střevíček byl vyroben ve třech velikostech, aby na kameře vynikl.

## Hudba
Hudbu složil Karel Svoboda. Nahrál ji Filmový symfonický orchestr pod vedením dirigenta Štěpána Koníčka. Ústřední píseň Kdepak, ty ptáčku, hnízdo máš v podání Karla Gotta nahrál orchestr Ladislava Štaidla, slova napsal jeho bratr Jiří. V německé verzi zní pouze instrumentální verze písně, protože Karel Gott tehdy zpíval u konkurence píseň Včelka Mája.

## Natáčení

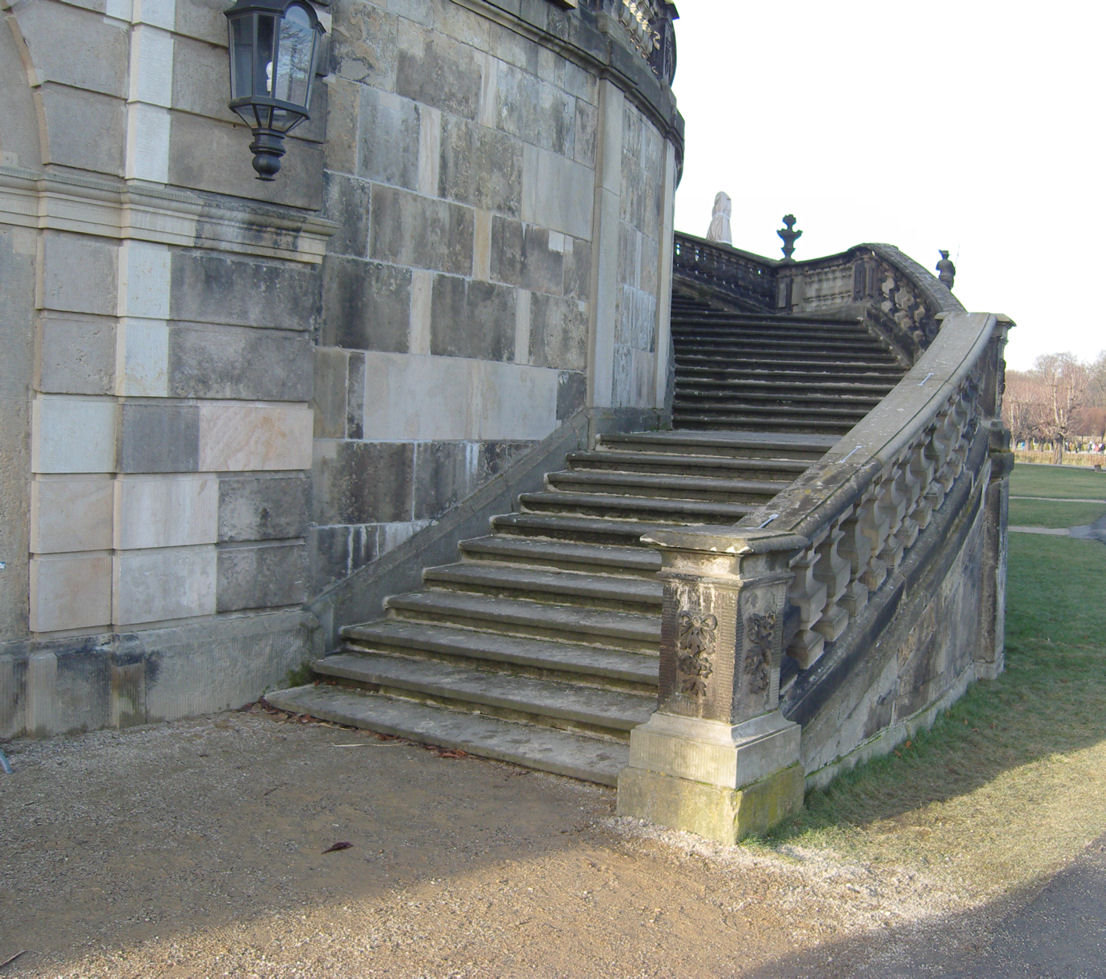
Schody na zámku Moritzburg, na kterých Popelka ztratila střevíček

Film se natáčel na drahý barevný film, proto se většina záběrů točila na první pokus. Natáčení začalo v prosinci 1972 v ateliérech Babelsberg, kde byly postaveny kulisy pro scény na tanečním sále a interiér špejcharu s Rozárkou. V lednu 1973 se natáčely exteriéry okolo zámku Moritzburg. Plesové scény se uvnitř nenatáčely, protože tamější taneční sál je obložen černými koženými tapetami zdobenými zlatem, což Vorlíčkovi spíše připomínalo hrobku. Natáčení provázel nedostatek sněhu. Proto byl použit sníh umělý, který vyráběly rybí konzervárny z rozemletých rybích kostí. Sníh zapáchal a do druhého dne se rozložil. Sypal se však pouze na místa, která snímala kamera.
V Československu se natáčela druhá polovina filmu (exteriéry, statek, hluboké lesy). Scény u špejchárku se točily u Klatov, cesty do špejcharu na úpatí hory Běleč, okolo Onoho Světa se odehrávaly lovecké scény, v Mezihoří se odehrál pád saní do Panského rybníka. Vodní hrad Švihov posloužil jako kulisa statku, vybral jej filmový architekt Oldřich Bosák. Samotný hrad se však ve filmu neobjevuje. Dostavovaly se tu stodoly, obytná část a sádrová brána. Natáčelo se na Červené baště, na nádvoří byl umístěn holubník. Místní obyvatelstvo si ve filmu zahrálo jako komparz. I natáčení v Československu se zpočátku potýkalo s nedostatkem sněhu, na Švihově se stříkaly střechy vápnem, jako umělý sníh sloužil rozemletý polystyren. Štáb čekal, až napadne sníh. Poté jej napadlo tolik, že se nebylo možné dostat do původně vybraných lesů.

## Chyby ve filmu
- Popelka při útěku před princem drží bičík, který v předchozím záběru neměla.
- Na honu princ zastřelí lišku, která si následně vytahuje šíp z břicha. Když ji sluha na dalším záběru zvedne, má jinou barvu a je úplně zmrzlá.
- Při přípravách na ples král vykoukne z okna, uvidí princova koně, který je celý bílý a připomíná Popelčina Juráška, i když princ jezdí na grošákovi.
- Během scény, kdy Vincek řeže v sadě dříví, je v mlze za ním vidět sloup s elektrickým vedením.[22]

## Premiéra a vysílání
Česká premiéra byla stanovena na 16. listopad 1973 v pražském kině Blaník na Václavském náměstí v Praze. Pohádka se však objevila už na Národní přehlídce filmů pro děti v Ostrově nad Ohří (později Dětský filmový a televizní festival Oty Hofmana).
Po uvedení v kinech sklidil film mezi diváky úspěch, v některých pražských kinech se hrál až do června 1974, v televizi se poprvé vysílala 24. prosince 1974. Premiéra ve Východním Německu se konala 8. března 1974, v Západním Německu pak 19. prosince 1974, v televizi se poprvé vysílala 26. prosince 1975. Například v roce 2014 ji německé televizní stanice vysílaly ke konci roku osmnáctkrát.
Pohádka je však oblíbená i v dalších zemích. Ve Španělsku se Tři oříšky pro Popelku vysílají dopoledne 24. prosince. Film se hraje i na Filipínách, ve Spojených arabských emirátech, na Slovensku, ve Švýcarsku a Rakousku. Ve Švédsku taky v sedmdesátých letech.  V Norsku, kde film měl premiéru v roce 1975, se pohádka vysílá každoročně na Štědrý večer, v pětimilionové zemi ji sleduje každý pátý obyvatel, V roce 1993 veřejnoprávní norská televize NRK Popelku neodvysílala, do televize pak volali rozhořčení diváci a před sídlem stanice se sešli i demonstrující. Vysílá se zde s dabingem herce Knuta Risana, pod kterým je slyšet čeština. V roce 2005 vyšlo v Norsku DVD s filmem, za první týden se prodalo 21 tisíc exemplářů.
Od roku 1975 se film pravidelně promítá v Sovětském svazu a od roku 1992 v Rusku. Sovětský dabing vznikl ve filmovém studiu Lenfilm. Autor scénáře ruského textu Anatolij Serobabin, dabingový režisér Joseph Gindin, herci Ljudmila Staricynaová (role Popelky), Jurij Solovjov (role prince), Igor Dmitriev (role krále), Roza Balashovová, Igor Efimov, Aleksandr Lipov, Anatolij Stolbov.
Ze setkání na Moritzburgu v roce 2013 se také natáčel hodinový dokument televize MDR, odvysílán byl 22. prosince 2013. Vystupují v něm režisér Vorlíček, Trávníček i Karel Gott. V roce 2013 Westdeutscher Rundfunk Köln natočil o filmu třicetiminutový dokument Auf den Spuren von Aschenbrödel (Po stopách Popelky).
V roce 2014 byla jedna z původních kopií filmu zrestaurována, pohádka byla digitálně vyčištěna, převedena do vysokého rozlišení, došlo k úpravě barevných tónů a zvýšení ostrosti. Restaurovaná verze měla premiéru na Velikonoční pondělí na obrazovkách České televize.

## Kritika
Tři oříšky pro Popelku obsahují tradiční schéma střetu dobra a zla. V tomto romantickém příběhu na konci nezvítězí jen láska, ale i spravedlnost. Podle kurátorky výstavy na Moritzburgu Margitty Hensel popularita filmu souvisí s touhou diváků po svobodě, spravedlnosti, štěstí a blahobytu. Má v sobě humor, který však nepřechází do směšnosti a neubírá dramatičnosti, neobsahuje však velké filmařské triky. Podle analýzy v Die Welt by bez sněhu se film nestal kultem, takto patří k vánočnímu programu jako adventní kalendář, svíčky, stromeček a cukroví. Podle recenze v Die Welt „Přesně odpovídá tomu, jak chtějí být viděny moderní postfeministické ženy.“
Česká Popelka Boženy Němcové má na rozdíl od té německé pořád dobrou náladu, chuť do života a nenaříká na osud, vtip a divokost jí propůjčil scenárista František Pavlíček. Tato Popelka je emancipovaná, obléká se jako kluk, rajtuje, loví, je drzá. Přitom ztělesňuje docela zvláštní duch odporu, dokáže reagovat ironicky a s humorem. Přes všechna pokoření si dokáže užívat života. Poté, co ji macecha uráží, nasedne na koně a prohání se lesem. Popelka má štěstí sama v rukou, zároveň důvěřuje osudu. Když si její příbuzné objednávají u Vincka, co jim má koupit ve městě, a on se jí zeptá, co jí má koupit, nerozpláče se, dokáže ještě dělat vtipy. Tato Popelka je jako princezna, ale cool princezna. Místo kočáru z dýně jezdí na vlastním koni, místo zaplétání copů raději střílí z kuše, donutí nemotorného prince se snažit a pochybovačně se jí tázat, zda by jej chtěla. Tato Popelka nečeká, až ji princ osvobodí, kromě půvabu oplývá i sebevědomím, duchaplností a je neobyčejně aktivní.
K takové Popelce by se nehodil princ v uniformě z pohádek bratří Grimmů. Tento princ je svéhlavý, někdy nemotorný mladý muž, který před těsným dvorským životem utíká podobně jako Popelka z dosahu macechy.

## Ocenění
Ještě před premiérou se pohádka objevila na Národní přehlídce filmů pro děti v Ostrově nad Ohří, kde film získal Křišťálovou vázu a oba představitelé hlavních rolí získali za nejlepší herecké výkony Zlatého Ledňáčka. V roce 1974 se film účastnil dětského filmového festivalu ve Zlíně, avšak žádnou cenu nezískal. V roce 2000 byla pohádka zvolena nejoblíbenější pohádkou století.

## Popularita

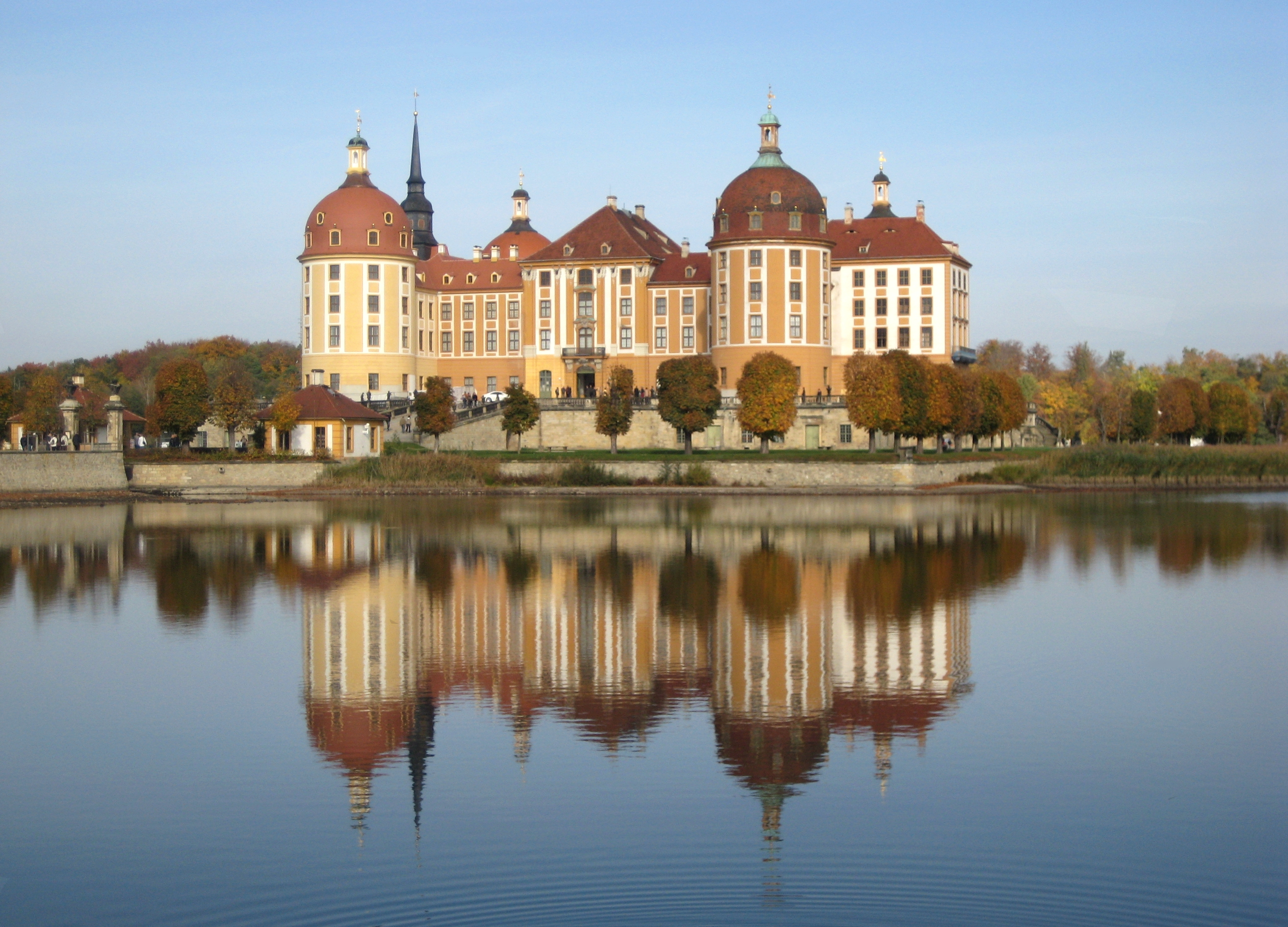
Saský zámek Moritzburg

V Německu je film velmi populární, zjednodušeně se mu zde říká 3HfA (Drei Haselnüsse für Aschenbrödel). Funguje tu fanklub. Na zámku Bilstein se konají tematické plesy s kostýmy podle filmu a hraje stejná hudba. V roce 2009 se v kině Babylon, kde měl film svou východoněmeckou premiéru, znovu vrátil na plátno.
Na zámku Moritzburg se od roku 2009 nachází velká expozice rekvizit, kostýmů, původních scénářů z filmu, každoročně ji navštíví přes 150 000 návštěvníků. V listopadu 2013 se zde konaly oslavy 40. výročí premiéry filmu. V únoru 2014 neznámý pachatel ze zámku ukradl kopii plesové róby Popelky a v květnu téhož roku je poštou zaslal zpět policii. V roce 2013 se konala na vodním hradě Švihov výstava Po stopách Popelky ke 40. výročí filmu.

## Nová zpracování
Po úspěchu pohádky se objevily různé pokusy o nové zpracování. V roce 2005 se spekulovalo o možném pokračování, kde by opět hráli původní herci (Šafránková, Trávníček, Jandák), souhlasil i režisér Vorlíček, avšak nenašel se žádný vhodný scénář. Německá televizní společnost Bavaria v roce 2011 chtěla po Vorlíčkovi, aby záběr po záběru pohádku přetočil s německými herci. To Vorlíček odmítl, nabídl pouze autorská práva, avšak projekt se nezrealizoval. V roce 2011 měl premiéru muzikál na ledě Popelka, kde scénář napsal Jindřich Šimek a hudbu složil Petr Malásek.V roce 2015 se na internetu objevila zpráva, že se v Norsku bude točit remake s norskými herci. Václavu Vorlíčkovi nabídli režii, ten jí však odmítnul, protože řekl, že už nikdy nebude točit zimní film.
Remake z norské produkce Tři přání pro Popelku z roku 2021 byl natočen v Norsku a Litvě.